# 훙강구

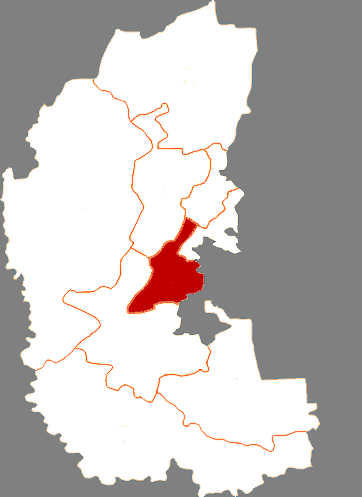

훙강구(한국어: 홍강구, 중국어: 红岗区, 병음: Hónggǎng Qū)는 중화인민공화국 헤이룽장성 다칭 시의 행정구역이다. 넓이는 812km2이고, 인구는 2007년 기준으로 130,000명이다.

## 행정 구역
5개 가도, 1개 진을 관할한다.
- 가도: 红岗街道, 解放街道, 八百垧街道, 创业街道, 杏南街道.
- 진: 杏树岗镇.